# 安鄴

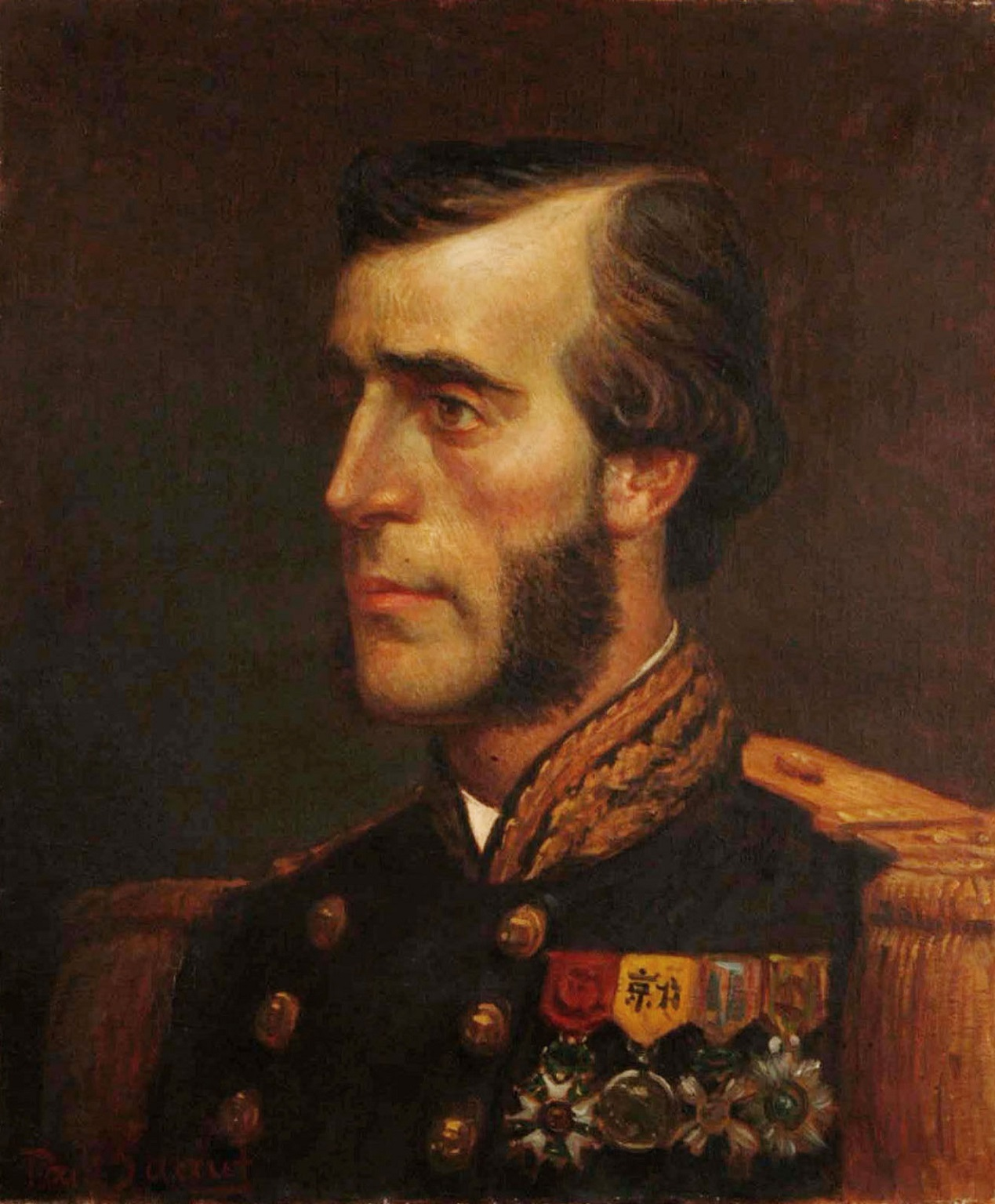
1870年代安鄴畫像

马利·约瑟夫·弗朗索瓦·加尔尼埃（法語：Marie Joseph François Garnier；1839年7月25日—1873年12月21日），越南譯作“安業”，華人稱之為安邺，是19世紀法国海军军官、探险家。
1839年，安邺生於圣艾蒂安，其父曾在法国陆军服役。1855年，安邺不顾父母反对，进入位于布列塔尼的海军士官学校（École navale）。.
1857年，安邺从学校毕业，在巴西等地游历。1860年到达中国，参加英法联军侵略北京及火烧圆明园。1863年，前往越南南部，进入法国新成立的殖民政府，任堤岸市长。此后两年中，出版了关于交趾支那政治、经济形势的两本小册。

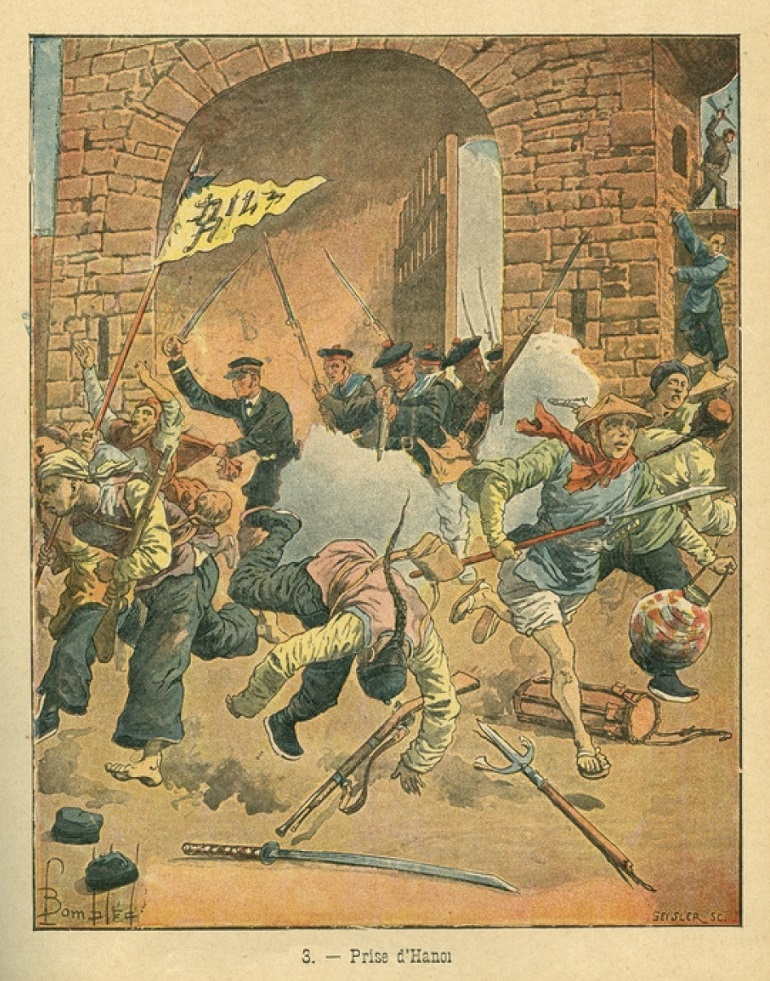
安鄴占領河內

1866年6月，安邺以副队长之职参加探险队，随海军中校欧内斯特·杜达尔·德·拉格雷，从西贡出发，溯湄公河北上进行考察，同时评估通商可能性。德·拉格雷中途病故后，安邺接替队长职务。探险队中国云南、四川，又顺长江至汉口，最终于1868年到达上海。安邺完成详细的报告，提交殖民政府，指出湄公河不宜通航，并建议应以红河为通商通道。法国殖民政府的注意力因此北移。此后，安邺到中国上海一带旅行、居住。

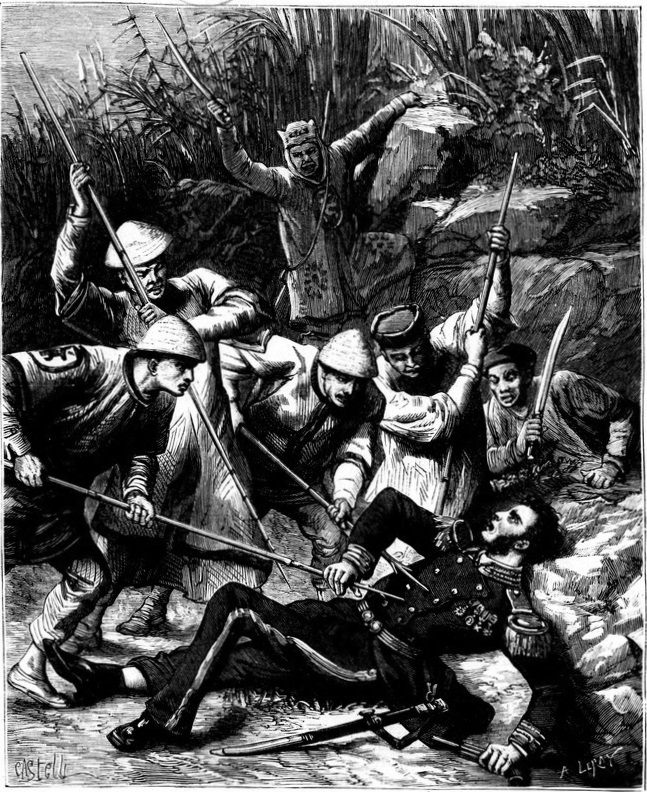
黑旗軍伏擊殺死安鄴

1873年9月，法军侵入越南北部，要求红河通航，遭到拒绝。交趾支那总督杜白蕾将安邺召回。同年11月，安邺率兵占领河内、海阳等地，滋扰红河三角洲。越南请求中国天地会出兵协助抗法。12月21日，天地会首领刘永福率领黑旗军，在河内城外以600人配合越军埋伏。安邺带领的12名法军軍士中伏被殲。同日，安邺的无头屍身被找到，运回西贡并埋葬在当地。

## 传记
- （英文）Milton Osborne, « Francis Garnier (1839-1873), Explorer of the Mekong River », in Explorers of South-east Asia, Six Lives, éd. Victor T. King, Kuala Lumpur 1995
- （英文） Milton Osborne, River Road to China: The Mekong River Expedition, 1866-1873, 1975
- （法文） E. Petit, Francis Garnier: Sa vie, ses voyages, ses œuvres d'après une un correspondance inédite, Paris, 1897
- （法文） Albert de Pouvourville, Francis Garnier, Paris, 1930
- （法文） Roger Vercel,  Francis Garnier à l'assaut des fleuves, Paris, 1952
- （法文） G. Taboulet, Le voyage d'exploration du Mékong (1866-1868): Doudart de Lagrée et Francis Garnier, Revue Française d'Histoire d'Outre-Mer, 1970